# Hohes Kreuz (Venedigergruppe)
Das Hohe Kreuz (3159 m ü. A.) ist ein Berggipfel im Umbalkamm der Venedigergruppe im Westen Osttirols.

## Lage
Das Hohe Kreuz liegt an einem Seitengrat des Umbalkamms, der von der Daberspitze nach Südosten abzweigt. Nordwestlich trennt die Südliche Tredeberscharte das Hohe Kreuz von der Tredeberspitze (3134 m ü. A.), vom Hohen Kreuz selbst führt der Seitengrat weiter nach Osten zur Achsel. Der Südgrat fällt steil zum Dabertal ab. Das Hohe Kreuz liegt im Gemeindegebiet von Prägraten am Großvenediger.

## Geschichte
Der Gipfel wurde von Franz Keil benannt, die Erstbesteigung erfolgte am 27. September 1904 durch I. Hechenbleikner und K. Berger. Er handelte sich lange Zeit um einen unbedeutenden Gipfel im Schatten von Rötspitze und Daberspitze, obwohl es sich um den nächstgelegenen Gipfel zur Clarahütte handelt. Anfang des 21. Jahrhunderts stellten jedoch einheimische Bergsteiger ein mächtiges Gipfelkreuz am Hohen Kreuz auf und markierten im Zuge der Aufstellung einen Aufstiegsweg. Das Gipfelkreuz sendet jedes Jahr 21. Dezember (Wintersonnenwende) bei Sonnenschein einen Sonnenstrahl nach Prägraten.

## Aufstiegsmöglichkeiten
Der Normalweg auf das Hohe Kreuz erfolgt von der Clarahütte über den Ostgrat. Hierzu folgt man nach der Clarahütte dem Weg ein Stück nach Norden bis zu einer Brücke über dem Umbalbach und folgt dann einer Markierung, die über eine steile Grasflanke und danach über mäßig geneigte Hänge zwischen dem Nordostgrat und dem Ostgrat zum Kar des Achselkörle führt. Dem steilen Zustieg zum Ostgrat (UIAA I) folgt ein leichter Schlussanstieg auf den Gipfel.
Eine zweite Variante für den Aufstieg auf das Hohe Kreuz besteht über den Nordwestgrat. Ausgehend von der Neuen Reichenberger Hütte folgt der Aufstieg zunächst dem markierten Weg über die Daberlenke in Richtung Clarahütte, bis in rund 2.500 Metern Höhe zu einem Hochkar zwischen der Daberspitze und dem Hohen Kreuz gequert werden kann. Danach folgt der Aufstieg in Südliche Tredeberscharte am Nordwestgrat und in kurzer Kletterei (UIAA II) zum Gipfel.